# Tianjin CTF Finance Centre
El Tianjin Chow Tai Fook Finance Centre es un rascacielos que se localiza en la ciudad de Tianjin, China. Con una altura de 530 m y 97 plantas, es el 2.do rascacielos más alto de Tianjin, superado únicamente por el Goldin Finance 117, de 597 m de altura. Se localiza en el Binhai New Area de Tianjin.

## Diseño
La piel de vidrio ligeramente curva oculta ocho columnas inclinadas que se encuentran detrás de las curvas principales de la elevación y para así aumenta la rigidez de la estructura en respuesta a las preocupaciones sísmicas. Se han colocado estratégicamente varios pisos respiraderos de viento combinados con la forma aerodinámica de la torre con el fin de reducir drásticamente las fuerzas del viento, mediante la reducción de la formación de remolinos.